# C9H15N3
化学式C9H15N3（摩尔质量：165.2355 g/mol）可以指：
- 4-(1H-咪唑-5-基甲基)哌啶，CAS号：151070-83-6
- 4-氨基-2,6-二乙基-5-甲基嘧啶，CAS号：2635-56-5

|  | 这个同类索引页列出了具有相同分子式的化学物（即同分異構體）条目。 除非您是有意链接至本页，否则应将相应条目的内部链接指向正确的条目。 |